# John Patten
John Patten, född 26 april 1746 i Kent County, Delaware, död 26 december 1800 nära Dover, Delaware, var en amerikansk politiker (demokrat-republikan).
Patten var verksam som jordbrukare. Han deltog i amerikanska revolutionskriget och befordrades till major. Han blev tillfångatagen år 1780 i samband med slaget vid Camden. Följande år fick han vandra hem hela vägen från South Carolina iklädd trasor. Han var ledamot av kontinentala kongressen 1785-1786.
Patten blev invald i USA:s representanthus i kongressvalet 1792. Valresultatet var mycket knappt och federalisternas kandidat Henry Latimer bestämde sig för att överklaga. Enligt federalisterna hade det räknats en del valsedlar som inte hade blivit ifyllda på ett korrekt sätt. Latimer bedömdes 1794 ha vunnit valet och efterträdde Patten som kongressledamot. Patten besegrade Latimer på nytt i kongressvalet 1794 och fick den gången sitta kvar till slutet av den tvååriga mandatperioden. Patten efterträddes 1797 som kongressledamot av James A. Bayard. Patten kandiderade en gång till i kongressvalet 1800 men besegrades av den sittande kongressledamoten Bayard.
Patten avled hemma i närheten av Dover i december 1800. Han gravsattes på Old Presbyterian Cemetery i Dover.